# Bruno Pelletier

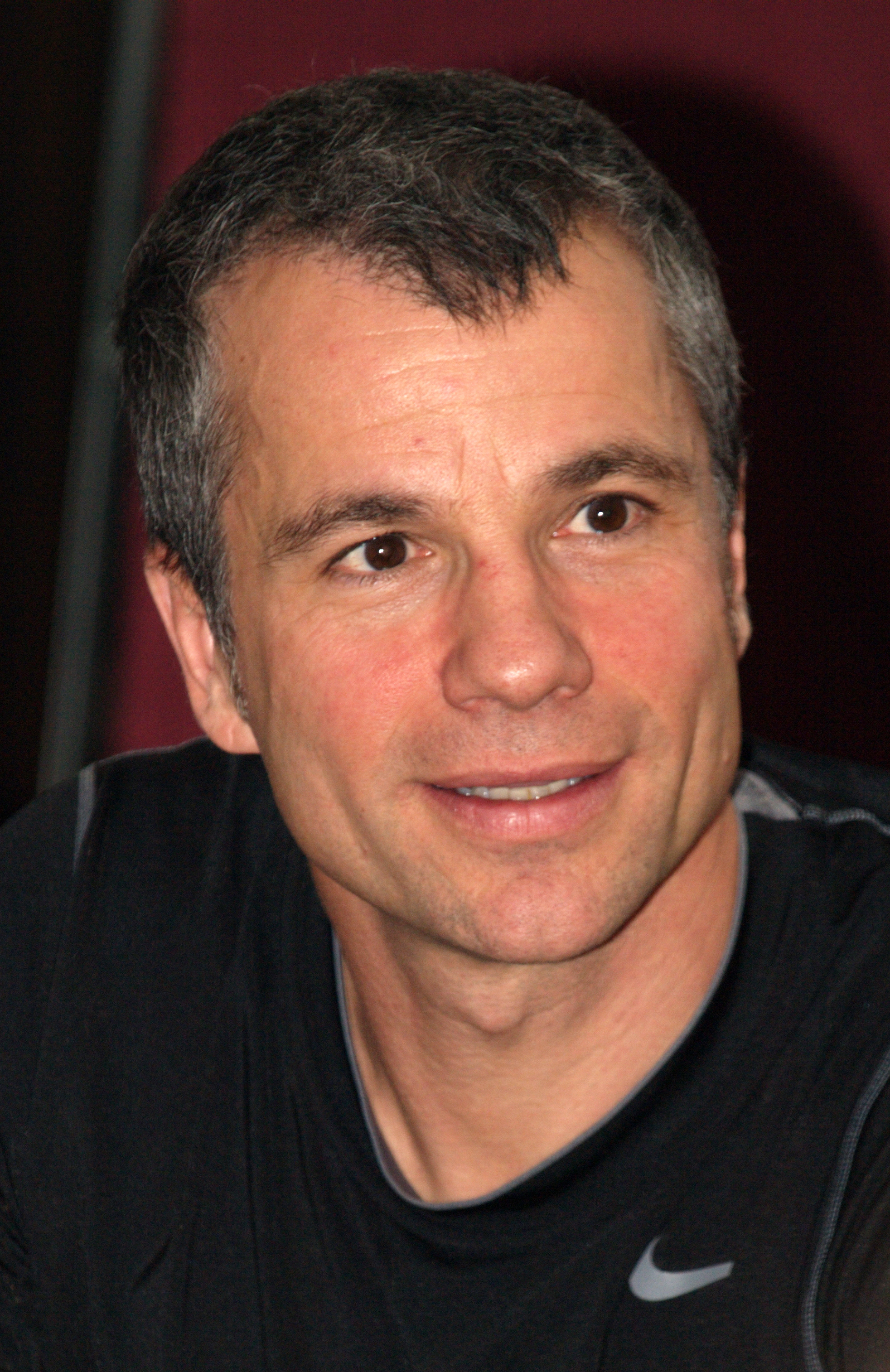
Bruno Pelletier

Bruno Pelletier, född den 7 augusti 1962 i Québecförorten Charlesbourg, är en kanadensisk sångare.

## Biografi
Den 7 augusti 1962 föddes Bruno Pelletier i Charlesbourg till modern Liette och fadern Laurent. Han var intresserad av musik redan från tidig ålder. Fadern gav honom hans första gitarr när han bara var sju år gammal.
År 1983 startade Pelletier de engelsk-språkiga rockgrupperna Amanite och Sneak Preview. Han ville därefter sjunga på franska, och valde då att starta den franskspråkiga gruppen Pëll. Vid 23 års ålder flyttade han till Montréal där han började sjunga i barer. År 1989 deltog han i rocktävlingen Envol, där han fick ett specialomnämnande för sin högkvalitiva musik. Två år senare, 1991, fick han en roll i musikalen Vu d'en haut som framfördes på Montgolfières-festivalen i Saint-Jean-sur-Richelieu. Året därpå deltog han i framförandet av musikalen Les fous du rockn'roll.
I oktober 1992 släpptes Pelletiers första egna album, Bruno Pelletier. Därefter spelade han Johnny Rockfort i Luc Plamondons rockopera Starmania i Paris. Han spelade Rockfort under mer än ett halvt år.
Sommaren 1994 erbjöds Pelletier att delta i FrancoFolies de La Rochelle där han framförde sånger av Plamondon.
I september återvände Pelletier till Paris där han på Théâtre Mogador återigen deltog i framförandet av Starmania. Under denna tid spelade han även in sitt andra album, Défaire l'Amour. 
År 1997 blev ett av Pelletiers bästa år med flera musikaler och festivaler. Under hösten detta år släpptes hans tredje album, Misere. Det såldes i mer än 200 000 exemplar, vilket gjorde Pelletier mer känd. Detta år deltog han även i tv-serien Omertà II.
Mellan januari och augusti 1998 deltog Pelletier i över 100 konserter i Québec. Under hösten åkte han till Paris där han spelade poeten Gringoire i musikalen Notre-Dame de Paris. Den blev en stor succé, vilket resulterade i att Pelletier blev en av de mest kända franskspråkiga sångarna.
År 1999 släpptes Pelletiers fjärde album, D'autres rives. Under detta år deltog han även i framförandet av den engelska versionen av Notre-Dame de Paris i London.
2001 släppte Pelletier ett livealbum, Sur Scène. I augusti året därpå släpptes han sjätte album, Un Monde à l'envers.
Under denna period arbetade Pelletier med Montréals välkända symfoniorkester med vilken han framförde serien Les Week-ends pop de l'OSM. I och med att detta evenemang blev en stor framgång, valde de att återförenas i december 2002 för att framföra julsånger. Detta evenemang spelades in och släpptes som ett album med titeln Concert de Noël.
Sedan februari 2006 spelar Bruno Pelletier Dracula i musikalen Dracula, entre l'amour et la mort, som han själv har varit med om att skapa. Han har sagt att han velat spela Dracula sedan flera år tillbaka.

## Album
- Bruno Pelletier (1992)
- Défaire l'amour (1995)
- Miserere (1997)
- D'autres rives (1999)
- Sur scène (2001)
- Un monde à l'envers (2002)
- Concert de Noël (2003)
- Dracula - Entre l'amour et la mort (2005)